# William Hertrich
William Hertrich, né le 23 janvier 1878 à Inzlingen en grand-duché de Bade et décédé le 18 mai 1966, est un botaniste germano-américain, horticulteur, et principal développeur des jardins de la bibliothèque Huntington à San Marino (Californie).

## Biographie

### Débuts
William Hertrich grandit en Allemagne. Le nom de jeune fille de sa mère est Obser. Ses grands-parents maintiennent plusieurs types de culture, ce qui intéresse beaucoup le jeune homme. Il étudie l'horticulture et la floriculture pendant 4 ans en Autriche, et la gestion domaniale pendant un an,.

### Jardins de la bibliothèque Huntington
En 1899 (ou 1903), il s'installe aux États-Unis et travaille deux ans dans la région de la Nouvelle Angleterre. En 1901 (ou en 1905), il se rend en Californie. Il prend la direction du développement des espaces extérieurs du ranch Los Robles, la  propriété de San Marino appartenant depuis peu à Henry E. Huntington (1850-1927), aujourd'hui connue sous le nom de bibliothèque Huntington,. Huntington est convaincu que toute espèce de plante peut pousser dans la Californie du Sud, et défie Hertrich de réaliser cette idée.
Son projet avec Huntington est de développer une station d'horticulture expérimentale dans les jardins de la propriété. Il engage le développement des jardins botaniques en commençant par la création d'une pépinière, suivie d'un système d'irrigation. Un verger de citrus est déjà présent sur le terrain, Huntington ayant rapidement développé cette activité commerciale. Il recommande la plantation de cactus sur les flancs de colline, une idée que Huntington rejette mais qui est tout de même appliquée, et donne naissance au jardin du désert (The Huntington Desert Garden), aujourd'hui l'une des plus importantes et plus anciennes collections de cactus et autres plantes succulentes au monde. Hertrich emploie des concepts darwiniens pour expliquer sa fascination pour les cactus.
En 1903, William Hertrich soumet une application à Santa Ana (Californie). Il est listé dans le US Census de 1910 avec la profession "Jardinier surintendant". En 1918, il est enregistré comme "Ranch Manager" de la Huntington Land and Improvement Company. En 1920, il bâtit avec sa femme sa maison sur Huntington Drive, dans la propriété de la bibliothèque Huntington. À partir de 1932, il vit sur Orlando Road in San Gabriel (Californie).
William Hertrich lance la première culture d'avocats en Californie en 1907. 40 ans plus tard, ces premiers pieds mesurent 15 mètres de haut avec des troncs de 90cm de diamètre. Il collabore avec le département de l'Agriculture des États-Unis pour tester en Californie le potentiel de poussée de certaines espèces de plantes. En 1913, son verger d'avocats est sévèrement endommagé par une vague de froid, mais il le relance en 1918 grâce à un envoi d'avocats du Guatemala effectué par le département de l'Agriculture. Il tente également de diversifier les espèces de palmiers pouvant pousser en Californie du sud mais affiche une déception a ce sujet-là dans son papier de 1951 Palms and Cycads: Their culture in Southern California.
Dans ses écrits, William Hertrich tend à faire des liens entre races d'hommes et espèces de plantes, et inclut des théories raciales dans ses réflexions. Bien qu'il ne l'admet pas dans ses écrits, le point de vue aérien des jardins de la bibliothèque Huntington semble représenter une carte du Pacifique, avec le Mexique à l'est représenté par le jardin du désert (cactus), le jardin japonais à l'ouest, le jardin australien au sud du jardin japonais, et un ensemble de plantes tropicales disparates entre les deux (dont les plantations de palmiers) pouvant représenter les îles du Pacifique.
William Hertrich prend sa retraite en 1948, mais conseille le développement des jardins botaniques de la bibliothèque Huntington jusqu'à sa mort le 18 mai 1966,,.

### Fondation de San Marino
En 1913, il participe à l'incorporation de la ville de San Marino (Californie), et joue un rôle majeur dans le développement et l'aménagement paysager de la ville. Huntington et Hertrich conçoivent ensemble une nouvelle manière de bâtir des communautés de résidences axées autour de jardins richement garnis et fortement irrigués (community garden homes). Lors d'un discours de 1945, il déclare que le modèle de communautés développé à San Marino fut l'un des piliers de l'explosion urbaine de la Californie du sud au XXe siècle.

## Vie privée
En 1906, William Hertrich se marie avec Margarete Stritzinger (1876-1975).

## Autres fonctions
- À partir de 1920 : Membre de la California Avocado Association[2]

## Publications
- (en) William Hertrich, The Huntington Botanical Gardens 1905–1949 – personal recollections of William Hertrich, éd. Broché, 31 décembre 1988  (ISBN 978-0873280969)